# Oas (Filipinas)
Oas es un municipio filipino de primera clase, perteneciente a la provincia de Albáy, en la región de Bicolandia.

## Historia
Hacia mediados del siglo XIX, el lugar, ya por entonces perteneciente a la provincia de Albáy, tenía contabilizada una población de 12 756 habitantes, repartidos en 2126 casas. Aparece descrito en el segundo volumen del Diccionario geográfico, estadístico, histórico de las Islas Filipinas (1851) de Manuel Buzeta Núñez y Felipe Bravo con las siguientes palabras:

OAS: pueblo con cura y gobernadorcillo, en la isla de Luzon, prov. de Alba y dioc. de Nueva Cáceres; sit. en los 127° 9' 20" long. 13° 15' lat. á la orilla derecha del rio de la Yuaya, en terreno llano y clima templado. Tiene 2,126 casas, siendo algunas de estas de tabla y nipa, la mayor parte de caña y nipa, y la principal ó mejor construida de todas ellas, es la casa parroquial, así como la de comunidad donde está la cárcel. Hay una iglesia parroquial servida por un cura regular cuya fábrica es buena; tambien hay una escuela de instruccion primaria para la enseñanza de los niños del pueblo, la cual tiene una dotacion de los fondos de comunidad, y ademas de esta hay otras de particulares. Confina el term. por N. con el de Polangui que dista 1 leg.; por S. E. con el de Ligao á igual distancia, por O. con el volcan de Albay, y por S. O. no tiene límites marcados. El terr. es montuoso y lo riegan algunos rios además del referido de la Yuaga. Sus prod. son arroz, maiz caña dulce, ajonjolí, café, pimienta, algodon, abacá, mucha clase de legumbres y frutas. Su principal ind. consiste en la agricultura, dedicándose tambien las mugeres á la fabricacion de diferentes clases de tela. pobl. 12,756 alm. y en 1845 pagaba 2,228 trib. que hacen 22,289 rs. plata.
(Buzeta y Bravo, 1851, p. 369)

En 2020, tenía censados 66 084 habitantes.